# Pickeliana capito
Pickeliana capito is een hooiwagen uit de familie Stygnidae.